# Pimpinella bracteata
Pimpinella bracteata är en flockblommig växtart som beskrevs av Henry Haselfoot Haines. Pimpinella bracteata ingår i släktet bockrötter, och familjen flockblommiga växter. Inga underarter finns listade i Catalogue of Life.